# اوجابندان
اوجابندان، روستایی از توابع بخش مرکزی شهرستان قائم‌شهر در استان مازندران ایران است.

## جمعیت
این روستا در شمال شهرستان قائمشهر (جاده دریا ) در دهستان نوکنده کا واقع  شده و براساس آخرین سرشماری مرکز آمار ایران که در سال ۱۳۸۵ صورت گرفته، جمعیت آن200نفر (50خانوار) بوده‌است.فاصله این روستا بادریا 15 کلیومتر می باشد.